# Denis Popović
Denis Popović, slovenski nogometaš, * 15. oktober 1989, Celje.
Popović je profesionalni nogometaš, ki igra na položaju vezista. Od leta 2024 je bil član slovenskega kluba Koper in od leta 2019 tudi slovenske reprezentance. Pred tem je igral za slovenska kluba MU Šentjur in Celje, grški Panthrakikos, poljske GKS Tychy, Olimpio Grudziądz in Wisło Kraków, ruska Orenburg in Krila Sovjetov, švicarski Zürich, kitajski Čingdao Huanghai in ciprski Anorthosis Famagusta.Skupno je v prvi slovenski ligi odigral več kot 100 tekem in dosegel več kot 10 golov.